# Top Secret Drum Corps

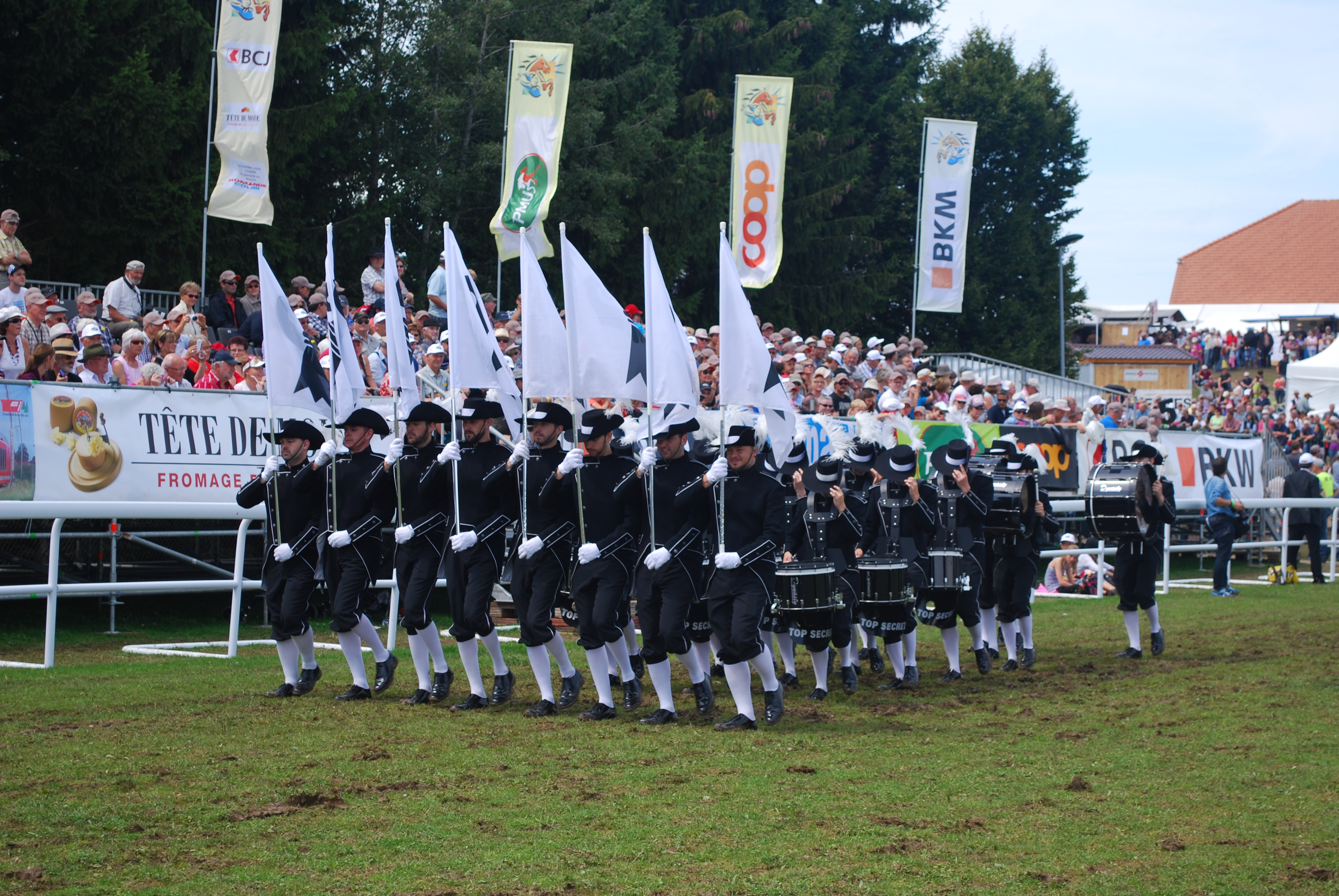
Das Top Secret Drum Corps am Marché-Concours 2014

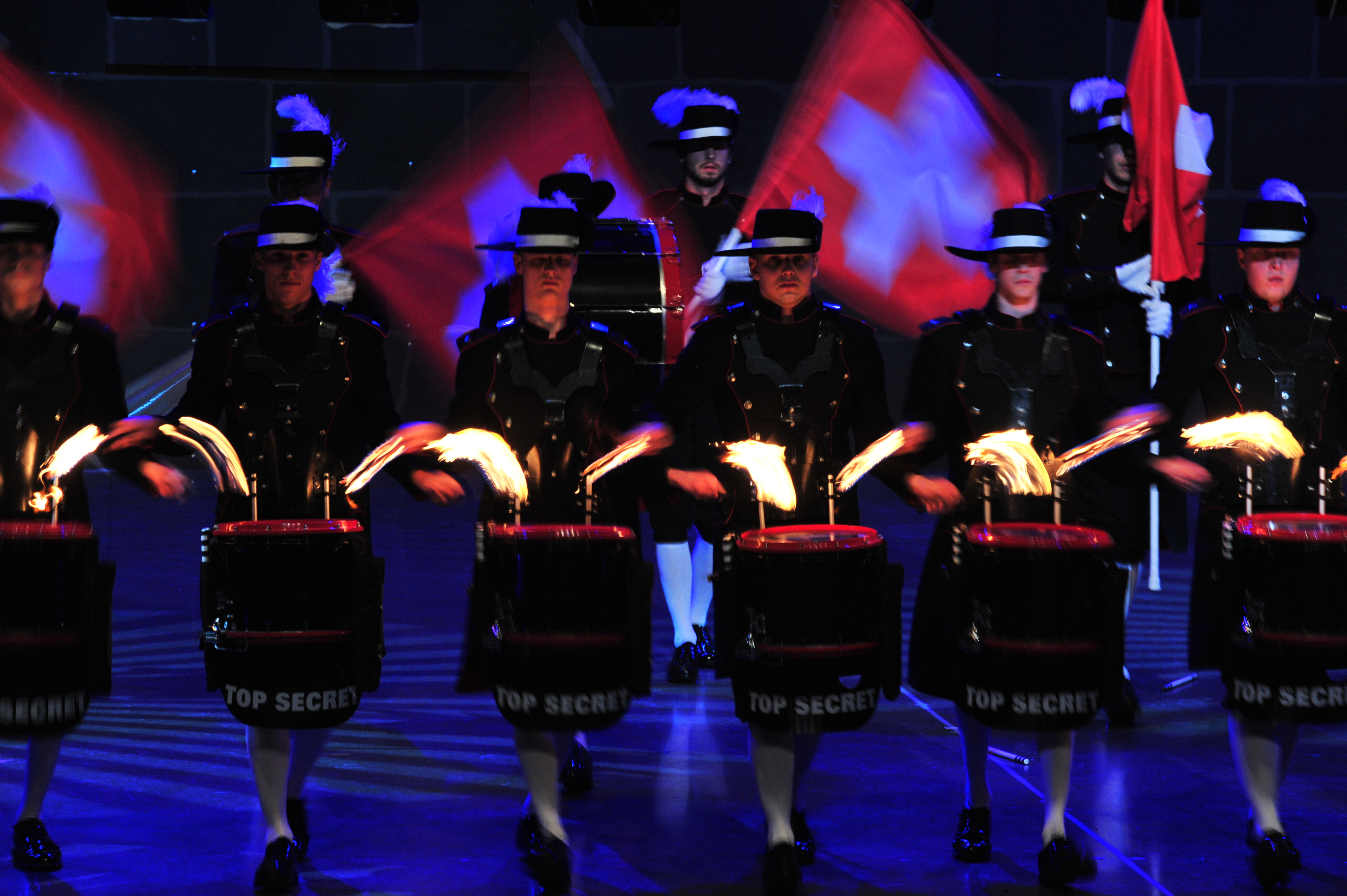
Auftritt am Edinburgh Military Tattoo 2012 mit Pyrotechnik

Das Top Secret Drum Corps ist eine Schweizer Tambourengruppe (englisch Drum Corps) aus Basel und besteht aus 25 Trommlern und einer Fahnengarde.

## Geschichte
Die Gruppe entstand 1991 aus der Trommeltradition der Basler Fasnacht. Sieben Jungtambouren haben sich zusammengeschlossen und die Gruppe gegründet. Von einer kleinen Idee hat sich «Top Secret» heute zu einer Trommelgruppe mit Weltformat entwickelt. Das Top Secret Drum Corps zeichnet sich heute neben schnellem und anspruchsvollem Trommeln auch durch visuelle Effekte aus. Dazu gehören Elemente wie das Jonglieren und das Zuwerfen der Trommelschlägel, sogenannte Backstickings oder Pizzaturns. Die Corps-Mitglieder schreiben sämtliche musikalische Literatur selbst und erarbeiten sich die Präzision in vielen gemeinsamen Proben. Sie wird von den Medien als eine der weltweit führenden Trommelgruppen bezeichnet.
Das Top Secret Drum Corps nimmt regelmäßig an internationalen Veranstaltungen teil, wie dem Basel Tattoo oder dem Edinburgh Military Tattoo.

## Stil
Das Top Secret Drum Corps spielt im Wesentlichen im Basler Trommelstil. Dieser ist militaristisch geprägt und leitet sich von den militärischen Trommelübungen der Schweizer Soldaten ab, die bis ins Mittelalter zurückreichen. Allerdings unterscheidet es sich durch ein höheres Tempo und ist fröhlicher und verspielter, während das traditionelle Basler Trommeln eher düster ist und traditionelle Marschmelodien bevorzugt, die während der Basler Fasnacht von Piccoloflöten begleitet werden.

## Basel Tattoo
Das Top Secret Drum Corps tritt normalerweise in einem Rhythmus von 3 Jahren am Basel Tattoo auf. Für die ebenfalls in Basel beheimatete Trommelgruppe sind die Auftritte an dieser Veranstaltung jeweils ein Heimspiel. Diese Auftritte werden jeweils groß als Rückkehr der «Basler Trommelhelden» gefeiert. Seit dem Durchbruch im Jahr 2003 ist das Top Secret Drum Corps an verschiedenen Orten in Europa, den USA, Australien, Asien und Afrika aufgetreten. In Basel wird jeweils auch eine komplett neue und noch nie aufgeführte Show gezeigt.

## Edinburgh Military Tattoo
Seit dem Jahr 2003 tritt das Top Secret Drum Corps alle drei Jahre am Royal Edinburgh Military Tattoo in Schottland auf. Bei diesen Auftritten kommen jeweils neue Instrumente und Uniformen zum Einsatz. Die rund 30 Uniformen sind alle handgefertigt und massgeschneidert.